# 佐野市立佐野小学校
佐野市立佐野小学校（さのしりつ さのしょうがっこう）は、栃木県佐野市にある公立小学校。佐野市内では最も古い小学校である。2030年度に城東中および周辺小学校と統合し義務教育学校へ移行予定。

## 沿革
- 1873年（明治6年）1月 - 開校
- 1947年（昭和22年）4月 - 佐野市立佐野小学校と改称
- 1973年（昭和48年） - 創立100周年記念式典開催
- 2030年3月 - 閉校予定

## 教育目標
- 自ら学び、自ら考え、たくましく生き抜く児童の育成

## 通学区域と進学先中学校
- 佐野市[2]
  - 久保町の一部（JR両毛線以南）
  - 相生町
  - 高砂町
  - 万町
  - 亀井町
  - 金屋下町
  - 金吹町
  - 若松町の一部（JR両毛線以南）
  - 浅沼町

進学先中学校は佐野市立城東中学校である。

## 交通アクセス
- 両毛線または東武佐野線 佐野駅より南東に約800m

## 周辺
- 栃木県立佐野東高等学校